# Excelsior-sziklaüreg
Az Excelsior-sziklaüreg a Duna–Ipoly Nemzeti Park területén lévő Pilis hegységben, az Oszolyon található egyik barlang. Sziklamászók rendszeresen használják bivakolásra. Turista útikalauzokban is ismertetve van.

## Leírás
Csobánka külterületén, az oszolyi Excelsior-fal alatt, a K. Gy. repedéstől 5 m-re helyezkedik el a barlang 2 m széles és 1,5 m magas, D-re néző bejárata. Nagyon egyszerű megtalálni a bejáratát, mert az az Óra-fal felé vezető ösvény mellett van.
Felső triász dachsteini mészkőben jött létre a barlang, amelynek löszös mészkőtörmelék a kitöltése. A teljesen vízszintes járattalpú, kifagyásos, korróziós üregben gömbüstös oldásformák figyelhetők meg. 3–4 személy részére kitűnő bivakhely, amit gyakran ki is használnak, de nincsenek benne rongálási nyomok néhány firkáláson kívül. Valószínűleg az itt gyakorlatozó és bivakoló hegymászók tartják tisztán.
1974-ben volt először Excelsior-sziklaüregnek nevezve a barlang az irodalmában. Előfordul irodalmában Bivak-barlang (Neidenbach, Pusztay 2005), Bivak-luk (Kraus 1997), Bivak-lyuk (Kordos 1971), E. 1. barlang (Kordos 1984), E.1. barlang (Kordos 1971), E.1.-barlang (Kordos 1975), Excelsior-barlang (Kordos 1981), Excelsior-fal sziklaürege (Bertalan 1976), Excelsior fal sziklaürege (Kordos 1971), Excelsior-fal ürege (Kraus 1997), Excelsior-sziklánál levő barlang (Kraus 1997), Excelsior sziklánál lévő barlang (Kordos 1971), Excelsior sziklaüreg (Kordos 1971), Excelsior-üreg (Kárpát 1990) és O.II. (Kordos 1971) neveken is.

## Kutatástörténet
Az 1929. évi Turisták Lapja szerint nagyon ajánlott, hogy mindenki, aki az Oszolyt másfélnapos kiránduláskor keresi fel, vagy a Delago-barlangot, vagy az Excelsior fal melletti kis odút alvásra, illetve menedékül használja. Ez utóbbit is az MTE Sí- és Sziklamászó Szakosztályának három sziklamászó tagja, név szerint Czeglédy Árpád, Czeglédy László és Nagy Elemér készítették annak idején. 1943-ban Venkovits István mérte fel a barlangot vesztett ponttal, valamint rajzolt alaprajz térképet és hossz-szelvény térképet, amelyek 1:25 méretarányban lettek szerkesztve. Az 1967-ben napvilágot látott Pilis útikalauz című könyvben az jelent meg, hogy az Oszoly Csobánkára néző, Ny-i oldalán, az erdővel körülvett mészkősziklák között több jelentéktelen üreg található.
1968-ban Kordos László színes diát készített, amelyen a barlang van megörökítve. 1969-ben Dunai Sándor mérte fel a barlangot fix pontokkal és bányászkompasszal. A felmérés alapján Kordos László 1:100 méretarányú alaprajz térképet keresztmetszettel és hosszmetszet térképet készített. A felmérés szerint a barlang 3,2 m hosszú és 1,8 m mély. Az 1969. évi Karszt- és Barlangkutatási Tájékoztatóban publikált közlemény szerint 1969 augusztusában a Szpeleológia Barlangkutató Csoport a Kevélyekben szervezett tábor során fix pontokat helyezett el az Oszoly és az Oszoly-oldal 8 kisebb-nagyobb üregében. 1970-ben Kordos László és Welker Péter vizsgálták a barlang klímáját Assmann-féle aspirációs pszichrométerrel.
A Szpeleológia Barlangkutató Csoport 1970. évi jelentésében részletes leírás található a barlangról és kutatástörténetéről. A jelentésben az olvasható, hogy az Oszoly letörésénél, az Excelsior fal alatt, a K. Gy. repedéstől kb. 5 m-re van a Bivak-lyuk (E.1. barlang, Excelsior sziklaüreg, Excelsior sziklánál lévő barlang, Excelsior fal sziklaürege, O.II.) bejárata. A teljesen száraz barlang egyetlen lapos fülkéből áll. A barlang felső triász, fehér, tömött, vastagpados dachsteini mészkőben jött létre valószínűleg hévíz hatására. Kitöltése lösz és mállott mészkőtörmelék. 1929-ben Nagy Elemér említette az odút. Az új sziklamászóhelyet, az Excelsior falat Czeglédy Árpád, Czeglédy László és Nagy Elemér nevezték el.
Az alatta található üreget kibővítették, alkalmassá tették bivakoláshoz, és valószínűleg E.1. jelzéssel látták el. 1943-ban a TTE barlangkutatói kiásták és feltérképezték. 1969-ben Szenthe István, 1970-ben a Szpeleológia Barlangkutató Csoport tagjai vizsgálták. Sziklamászók rendszeresen használják bivakolásra. A barlang megtekintéséhez nem szükséges felszerelés. A kézirat barlangot leíró részének végén fel van sorolva a barlangot említő 7 irodalmi mű. A jelentés mellékletébe bekerültek az 1943-as térképek Kordos László által rajzolt változatai és az 1969-ben készült térképek.
Az 1974-ben megjelent Pilis útikalauz című könyvben, a Pilis hegység és a Visegrádi-hegység barlangjainak jegyzékében (19–20. old.) meg van említve, hogy a Pilis hegység és a Visegrádi-hegység barlangjai között vannak az Oszoly barlangjai és az Excelsior-sziklaüreg. A Pilis hegység barlangjait leíró rész szerint a Csobánka felett emelkedő Oszoly sziklái között másféltucat kis barlang van. Ezeket a Szpeleológia Barlangkutató Csoport térképezte fel és kutatta át rendszeresen. E kis barlangok többsége nem nagyon látványos, de meg kell említeni őket, mert a turisták, különösen a sziklamászók által rendszeresen felkeresett Oszoly sziklafalaiban, valamint azok közelében némelyikük kitűnő bivakolási lehetőséget nyújt. Az Excelsior-sziklaüreget 1943-ban a TTE barlangkutatói térképezték fel. A sziklaüreg az Oszoly letörésének Excelsior fala alatt helyezkedik el, egyetlen fülkéből áll és rendszeresen bivakolásra van használva.
Az 1975. évi MKBT Beszámolóban publikálva lett az 1970. évi jelentés barlangra vonatkozó része a jelentésben lévő térképekkel együtt. Az összeállításban Excelsior-sziklaüreg a neve és E.1.-barlang, Excelsior sziklánál lévő barlang, Bivak-lyuk és Excelsior fal sziklaürege a névváltozatai.

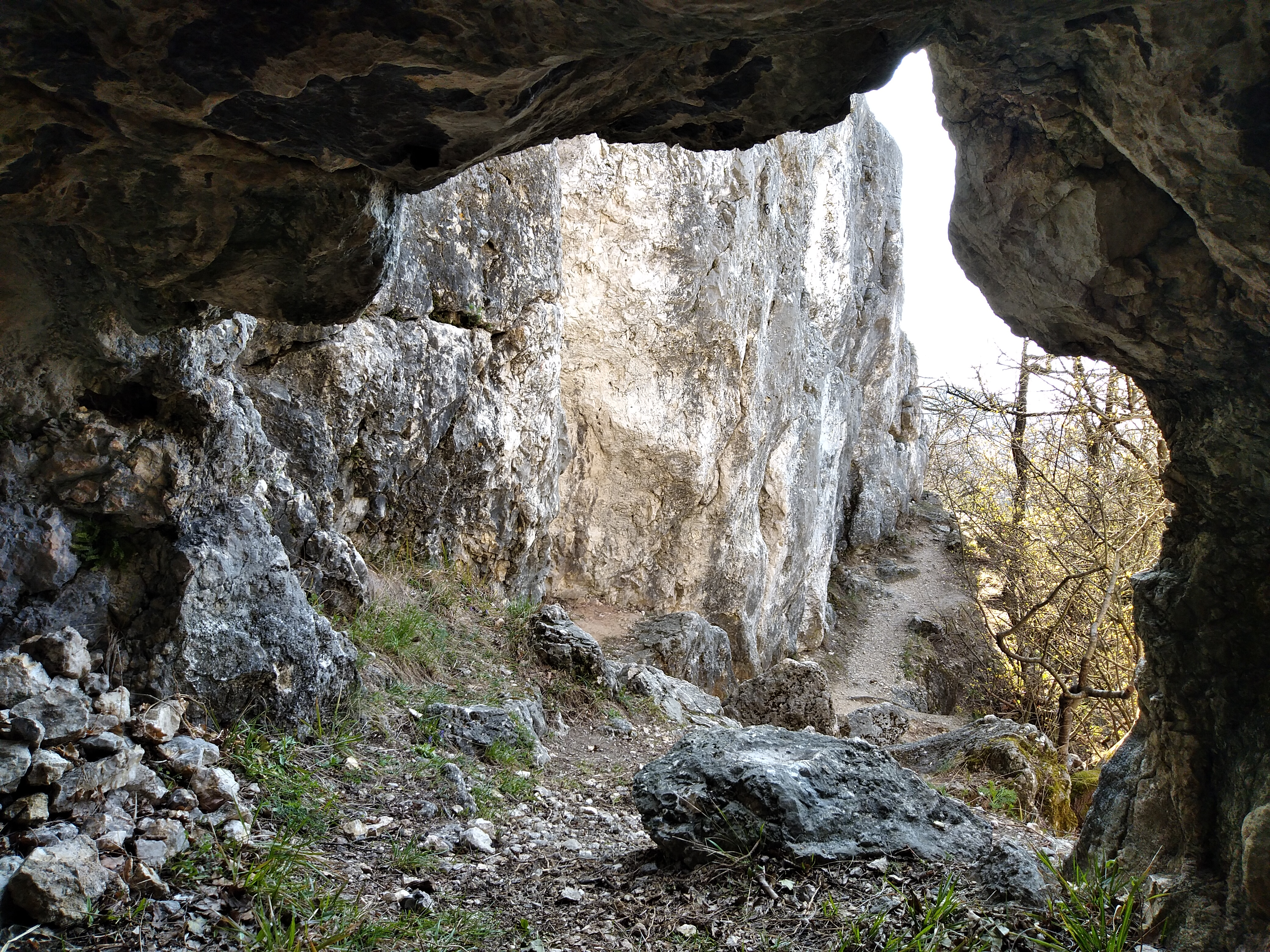
Kilátás az Excelsior-sziklaüregből

A kiadványban van egy helyszínrajz, amelyen a Csúcs-hegy és az Oszoly barlangjainak földrajzi elhelyezkedése látható. A rajzon megfigyelhető az Excelsior-sziklaüreg földrajzi elhelyezkedése. A Bertalan Károly által írt és 1976-ban befejezett kéziratban az olvasható, hogy a Pilis hegységben, a Kevély-csoportban, Pomázon elhelyezkedő Bivak-lyuk további nevei E.1. barlang és Excelsior-fal sziklaürege. Az Oszoly letörésénél, az Excelsior fal alatt, a K. Gy. repedéstől kb. 5 m-re található a téglalap alakú bejárata. Az egyetlen lapos fülkéből álló barlang 3,2 m hosszú és 1,8 m mély. A kézirat barlangra vonatkozó része egy kézirat alapján lett írva.
Az 1981. évi Karszt és Barlang 1–2. félévi számában nyilvánosságra lett hozva, hogy az Excelsior-barlangnak 4820/21. a barlangkataszteri száma. Az 1984-ben napvilágot látott Magyarország barlangjai című könyv országos barlanglistájában szerepel a Pilis hegység barlangjai között a barlang Excelsior-sziklaüreg néven Bivak-lyuk, E. 1. barlang és Excelsior-fal sziklaürege névváltozatokkal. A listához kapcsolódóan látható a Dunazug-hegység barlangjainak földrajzi elhelyezkedését bemutató 1:500 000-es méretarányú térképen a barlang földrajzi elhelyezkedése. 1990-ben Kárpát József rajzolt egy áttekintő térképet, amelyen megfigyelhető az oszolyi sziklamászó-iskola barlangjainak földrajzi elhelyezkedése. Ezen a térképen látható az Excelsior-üreg földrajzi elhelyezkedése. Az 1991-ben megjelent útikalauzban meg van ismételve az 1974-es útikalauzban lévő barlangismertetés és az Oszoly barlangjainak általános ismertetése. A Kárpát József által írt 1991-es összeállításban meg van említve, hogy az Excelsior sziklaüreg (Csobánka) 3 m hosszú és nincs mélysége. Az 1996. évi barlangnapi túrakalauzban meg van ismételve az 1991-ben kiadott útikalauzban található leírás, amely az Oszoly barlangjait általánosan ismerteti.
1997. június 6-án Kárpát József 1990-es oszolyi áttekintő térképe alapján Kraus Sándor rajzolt helyszínrajzot, amelyen az oszolyi sziklacsoportok D-i részén lévő barlangok földrajzi elhelyezkedése van ábrázolva. A rajzon megfigyelhető az Excelsior-üreg földrajzi helyzete. Kraus Sándor 1997. évi beszámolójában az olvasható, hogy az 1997 előtt is ismert Excelsior-sziklaüregnek (E.1.-barlang, Bivak-luk, Excelsior-sziklánál levő barlang, Excelsior-fal ürege) volt már térképe 1997 előtt. A jelentésbe bekerült az 1997-es helyszínrajz. A 2005-ben megjelent Magyar hegyisport és turista enciklopédia című könyvben meg van említve, hogy az Oszoly erdejében elszórtan sziklatömbök és kis barlangnyílások váltogatják egymást. Az Oszoly mászóiskolájának az Óra-fal csoportja elején a Kilátó (Bástya) sziklatömbjeit elhagyva a Bivak-barlang felé haladva az ösvényen kb. félúton található az Excelsior-fal. Az Óra-fal szócikkben meg van említve, hogy a KGy-borda folytatásában egy beszögellő tág bozótos sziklavályú alatt van a Bivak-barlang. Az Oszoly szócikkben meg van említve, hogy az Óra-toronynál van egy kis bivak barlang.

## További irodalom
- Szenthe István: Karsztjelenségek és képződményeik fejlődéstörténete a Nagy-Kevély környékén. Egyetemi szakdolgozat. Kézirat. Budapest, 1969.
- Venkovits István: Nagykevély környékének földtani vizsgálata. Kézirat, egyetemi szakdolgozat. Budapest, 1949.
- –: TTE levele. Kézirat. 1943. március 28.
- –: TTE levele a BETE-hez. Kézirat. 1944. február 8.